# Tineigidia eremica
Tineigidia eremica är en fjärilsart som beskrevs av Hans Georg Amsel 1934. Tineigidia eremica ingår i släktet Tineigidia och familjen mätare. Inga underarter finns listade i Catalogue of Life.